# Daniel Sibandze
Daniel Sibandze (ur. 28 stycznia 1964) – suazyjski lekkoatleta, maratończyk.
Reprezentował Suazi na Letnich Igrzyskach Olimpijskich 1996 w Atlancie w Stanach Zjednoczonych, zajmując 78. miejsce w maratonie.